# Косато
Косато (итал. Cossato) је насеље у Италији у округу Бијела, региону Пијемонт.
Према процени из 2011. у насељу је живело 13931 становника. Насеље се налази на надморској висини од 258 м.

## Становништво
| 1936. | 1951. | 1961.  | 1971.  | 1981.  | 1991.  | 2001.  | 2011.  |
| ----- | ----- | ------ | ------ | ------ | ------ | ------ | ------ |
| 7.763 | 9.040 | 12.041 | 15.073 | 15.937 | 15.321 | 15.266 | 14.810 |